# Infinite
Infinite er Eminems første professionelle albumudgivelse, hvilket fandt sted i 1996. Efter at have været i færd med demoer i flere år besluttede Eminem, sammen med sine producenter the Bass Brothers, at udgive sit debutalbum. Albummet blev indspillet i 1995, på dette tidspunkt brugte Eminem kunstnernavnet M&M, men besluttede sig for sit endelige kunstnernavn Eminem, efter udgivelsen af sin første single. Infinite blev kun udgivet på kassettebånd (1000 stk.) og vinylplader (100 stk.) Den afslappede og ydmyge karakter, der finder sted på albummet, var i håbet om at de "radio-venlige" sange kunne blive spillet på Detroits førende Hip Hop radiostation WJLB-98.
Selv om albummet indeholder nogle bandeord er Infinite forholdsvis harmløs, i forhold til det efterfølgende album, som gjorde Eminem berømt.
I 2003 blev albummet udgivet igen og kan findes til salg på diverse hjemmesider.

## Nummerliste
| #  | Titel                            | Gæsteartist(er)               | Længde |
| -- | -------------------------------- | ----------------------------- | ------ |
| 1  | "Infinite"                       | Denaun Porter                 | 4:01   |
| 2  | "W.E.G.O." (Produced by DJ Head) | DJ Head, Proof                | 0:23   |
| 3  | "It's OK"                        | Eye-Kyu                       | 3:29   |
| 4  | "313"                            | Eye-Kyu                       | 4:13   |
| 5  | "Tonite"                         |                               | 3:43   |
| 6  | "Maxine"                         | Denaun Porter, Three          | 3:56   |
| 7  | "Open Mic"                       | Kuniva, Thyme                 | 4:02   |
| 8  | "Never 2 Far"                    | Denaun Porter                 | 3:38   |
| 9  | "Searchin'"                      | Eye-Kyu                       | 3:38   |
| 10 | "Backstabber"                    |                               | 3:25   |
| 11 | "Jealousy Woes II"               | Denaun Porter, Proof, Eye-Kyu | 3:19   |